# Enrico Pezzi
Enrico Pezzi (Collevecchio, 22 maggio 1897 – Čertkovo, 29 dicembre 1942) è stato un aviatore e generale italiano, pluridecorato combattente della prima guerra mondiale come artigliere, della riconquista della Libia, aviatore della guerra d'Etiopia e della guerra di Spagna. Con il grado di Generale di brigata aerea della Regia Aeronautica si distinse particolarmente nel corso della seconda guerra mondiale, dove fu decorato con la Croce di Cavaliere dell'Ordine militare di Savoia, la Croce di Ferro di I classe tedesca, e poi con la Medaglia d'oro al valor militare alla memoria.

## Biografia
Nacque a Collevecchio, Rieti, il 22 maggio 1897 da una famiglia di consolidate tradizioni militari: il padre Luigi, generale d'artiglieria, i fratelli Pio, sottotenente di fanteria, deceduto sulle montagne del Carso il 23 ottobre 1915 alla giovane età di 19 anni e Mario, diventato in seguito generale di squadra aerea,  detentore del primato di altezza per velivoli con motore a pistoni (17.083 metri), primato ancor oggi imbattuto.
Iniziò la sua carriera militare nell'aprile del 1917, quando, come allievo della Scuola militare di Roma, venne ammesso alla Regia Accademia Militare di Artiglieria e Genio di Torino per frequentare il corso di allievo ufficiale di complemento del Regio Esercito.
Promosso sottotenente nel febbraio del 1918 ed assegnato all'Artiglieria da campagna, specialità nell'ambito della quale partecipò agli ultimi mesi della prima guerra mondiale. Attratto ben presto dal fascino del volo, nel luglio del 1923 venne ammesso a frequentare il corso per osservatore d'aeroplano conseguendo il relativo brevetto nel gennaio dell'anno successivo. Il suo primo impiego fu nella campagna della Tripolitania, dopo che nel luglio del 1924 era transitato, con il grado di tenente, nel ruolo naviganti della nuova Arma aeronautica. Sono di questo periodo la sua prima Croce al merito di guerra e la sua prima Medaglia d'argento al valor militare.
Promosso capitano nel giugno 1926, venne assegnato al comando della 28ª Squadriglia del 62º Gruppo Ricognizione Aerea (costituito nel 1924), di base all'aeroporto di Pisa San Giusto, conseguendo l'anno successivo il brevetto di pilota d'aeroplano presso la scuola di Cerveteri (Roma) dove era stato temporaneamente distaccato.
Rientrato a Pisa nel maggio del 1928, divenne quindi pilota militare su velivolo Ansaldo A.300/4. 
Dal 28 maggio 1928 comanda la 24ª Squadriglia fino al 10 ottobre 1931.
Fu quello il periodo in cui strinse rapporti sempre più intensi con la città di Pisa, tanto che nel 1929 si unì in matrimonio con la signorina Elena Queirolo, figlia dell'illustre clinico professor Giovan Battista Queirolo, senatore del Regno, stabilendo così la propria dimora nella città toscana.
Trasferitosi nell'ottobre del 1931 all'Aeroporto di Bresso (MI) con il grado di Maggiore per un periodo di comando presso il 23º Gruppo Caccia Terrestre del 3º Stormo ed all'Aeroporto di Ferrara-San Luca nel luglio del 1932, per un analogo incarico presso il XLV Gruppo del 14º Stormo Bombardamento Diurno, fece ritorno a Pisa nell'aprile del 1934 per assumere il comando, con il grado di maggiore del 62º Gruppo Osservazione Aerea nonché dell'aeroporto di San Giusto. Mantenne tale incarico fino al settembre del 1936 quando, promosso tenente colonnello, prese parte alle operazioni in Africa Orientale dove, in qualità di comandante della base avanzata di Gura (Eritrea), dove fu decorato con una seconda Medaglia d'argento al valor militare.
Rimpatriato nel dicembre del 1936, fu assegnato al 20º Stormo Osservazione Aerea di stanza a Centocelle assumendone il comando nel novembre del 1937, un mese esatto dopo la sua promozione a colonnello per meriti di guerra. Dal mese di dicembre dell'anno successivo, alla testa dello Stormo "Sparvieri", combatté nella guerra di Spagna, dove meritò una terza Medaglia d'argento al valor militare.
Non appena rimpatriato, nel luglio del 1939 assunse il comando, sull'aeroporto di Reggio Emilia, del neocostituito 41º Stormo Bombardamento Terrestre, con il quale operò durante la seconda guerra mondiale partecipando alle campagne di Malta e dell'Africa settentrionale.
Nell'aprile del 1941 lasciò il comando del 41º Stormo per transitare alla 9ª Brigata Aerea "Leone" (poi 9ª Brigata aerea ISTAR-EW) di cui, nel giugno successivo, assunse il comando. Per le sue brillanti qualità di uomo e di comandante dimostrate in ogni teatro di guerra, fu decorato con la quarta Medaglia d'argento al valor militare, e nel febbraio del 1942 ebbe la promozione a Generale di brigata aerea a scelta assoluta, divenendo così il più giovane generale della Regia Aeronautica.
Nominato immediatamente comandante dell'Aviazione Italiana in Russia, seppe distinguersi anche in questa campagna, per le sue capacità militari e per le sue qualità umane, meritandosi la Croce di Cavaliere dell'Ordine militare di Savoia e la quinta Medaglia d'argento al valor militare, questa volta sul campo. Le sue capacità militari vennero riconosciute anche dall'alleato germanico che lo decorò con la Croce al merito dell'Ordine dell'Aquila tedesca di I classe con spade, con la Croce di Ferro di 2ª classe (brevetto rilasciato in data 22 luglio 1942) e, successivamente, quella di I classe (brevetto rilasciato in data 5 agosto 1942).

### L'ultimo volo
Il 29 dicembre 1942, appreso che a Čertkovo, nell'ansa del Don, erano rimasti accerchiati circa 12 000 soldati di cui 2 000 circa feriti, egli decise di partire personalmente con il colonnello medico Federico Bocchetti, dalla base di Voroscilovgrad a bordo di un trimotore Savoia-Marchetti S.M.81 Pipistrello, per organizzare i soccorsi, portare medicinali e recuperare i feriti più gravi. I membri dell'equipaggio del trimotore scomparso furono:
- Generale di brigata aerea Enrico Pezzi
- Colonnello medico del Regio Esercito Federico Bocchetti
- Maggiore osservatore del Regio Esercito Romano Romanò
- Tenente pilota Giovanni Busacchi
- Sottotenente pilota Luigi Tomasi
- Sergente marconista Antonio Arcidiacono
- 1º Aviere armiere Salvatore Caruso
- Aviere scelto marconista Alcibiade Bonazza